# Shavit hordozórakéta
Shavit hordozórakéta (héberül : "üstökös " - שביט ) izraeli szilárd hajtóanyagú rakéta.

## Története
A rakétafegyver létrehozása 1982-ben kezdődött. Tervezte és gyártotta az Israel Aerospace Industries (IAI)/MLM Division, üzemeltette az Izraeli Űrügynökség (Israel Space Agency/ISA). Szilárd hajtóanyagú, rövid felkészítésű hadműveleti rakéta, az űrkutatás szolgálatába állítva az alacsony Föld körüli pályára (LEO = Low-Earth Orbit) állítandó 200 – 600 kilométer műholdak hordozó eszköze.
A világ 8. űrhatalma, aki a Szovjetunió, az Amerikai Egyesült Államok, Franciaország, Japán, Kína, Szingapúr, Anglia és India után saját hordozórakétával juttatott műholdat a világűrbe.
Bruttó tömege 23 630 kilogramm, átmérője 1,30, hossza 18 méter. Hasznos teher 160 kilogramm. Elérhető pályamagasság366 kilométer. Az első és a második fokozat egy Jericho–2, az első izraeli ballisztikus rakéta kissé átalakított összeillesztése. A Földközi-tenger partján  kiépített  Palmachim Airbase rakétabázisról indították.
Első indítás 1988. január 22-én, az utolsó 2004. szeptember 6-án történt. Az első szállított műhold 1988. szeptember 19-én az Ofeq–1 technológiai műhold volt. 9 alkalommal használták műhold indítására, 6 alkalommal sikeres volt a művelet, 3 alkalommal sikertelen.

## Shavit

### 1. fokozat
Bruttó tömege  10 215 kilogramm, átmérője 1,30, hossza 6,30 méter. Hajtóanyaga szilárd, egy rakétamotor RSA–3–1  hajtotta. Feladata 110 kilométeres magasságba emelés.

### 2. fokozat
Bruttó tömege  10 971 kilogramm, átmérője 1,30, hossza 6,40 méter. Hajtóanyaga szilárd, egy rakétamotor RSA–3–2  hajtotta. Feladata 250 kilométeres magasságba emelés.

### 3. fokozat
Bruttó tömege  2048 kilogramm, átmérője 1,30, hossza 2,60 méter. Hajtóanyaga szilárd, egy rakétamotor RSA–3–3  hajtotta. Feladata, megfelelő sebesség elérésével a hasznos teher 260 kilométeres magasságú pályába helyezése. Technikai kialakítása lehetővé tette, hogy szükség esetén egy 4., folyékony hajtóanyagú fokozattal kibővítsék.